# Bodo Spiethoff (Ökonom)

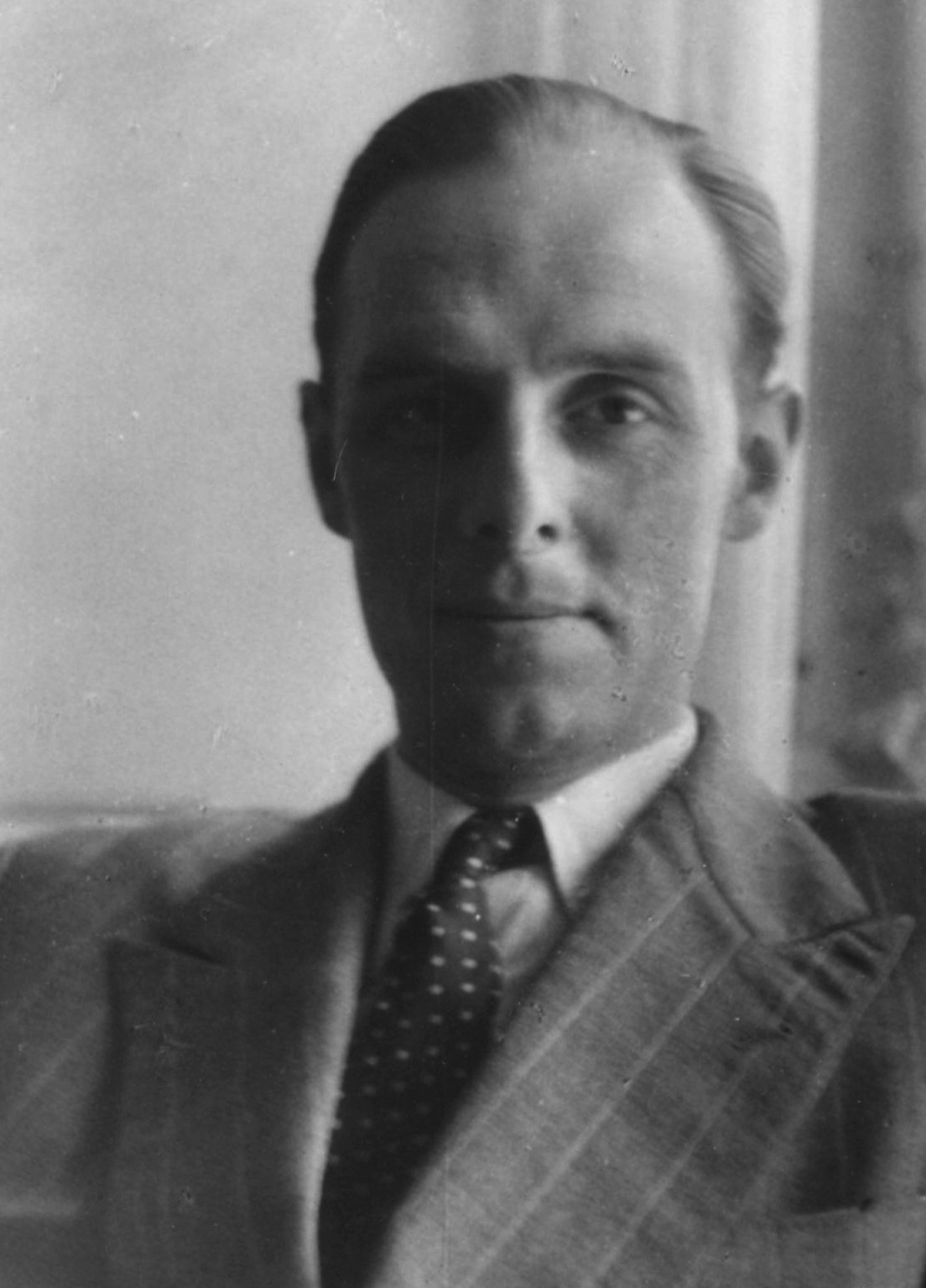
Bodo Spiethoff, 1952

Bodo Spiethoff (* 7. Januar 1918 in Jena; † 19. August 2000 in München) war ein deutscher Nationalökonom und von 1970 bis 1983 Vizepräsident des Bayerischen Sparkassen- und Giroverbandes.

## Leben
Spiethoff wurde als Sohn des Dermatologen Bodo Spiethoff (1875–1948) und seiner Frau Gerta, geb. Kamp in Jena geboren. Er war ein Neffe des Nationalökonomen Arthur Spiethoff (1873–1957) und ein Enkel des Sozialreformers und Publizisten Friedrich Spiethoff. Nach dem Ende des Zweiten Weltkriegs und der Übersiedlung der Familie von Leipzig in die amerikanische Besatzungszone begann Spiethoff im Wintersemester 1945/46 mit dem Studium der Nationalökonomie an der LMU München. Bereits Ende 1948 wurde er mit der Arbeit „Der garantierte Jahreslohn. Analyse eines amerikanischen Versuchs zur Sicherung der Lohneinkommen“ promoviert.
Bis Mitte 1951 fungierte Spiethoff als wissenschaftlicher Assistent seines Doktorvaters Adolf Weber an der LMU München; anschließend vollzog er den Wechsel in die wirtschaftliche Praxis. Im September 1951 beauftragte ihn Rudolf Zorn mit dem Aufbau einer volkswirtschaftlichen Abteilung beim Bayerischen Sparkassen- und Giroverband. Neben der Tätigkeit als Direktor dieser Abteilung übernahm Spiethoff in den nächsten Jahren auch die Referate Kreditbeurteilung sowie Presse- und Öffentlichkeitsarbeit. Von 1970 bis zu seinem Ausscheiden aus dem aktiven Dienst 1983 wirkte er als Vizepräsident des Verbandes.
Daneben betätigte sich Spiethoff auch weiterhin auf wissenschaftlichem Gebiet. So hatte er von 1952 bis 1997 einen Lehrauftrag für wechselnde Themen aus der politischen Ökonomie an der Hochschule für Politik München inne; des Weiteren wurde ihm 1959 ein Lehrauftrag für Sparkassenwesen an der LMU München erteilt, den er bis 1989 absolvierte. Von 1981 bis zu seinem Tod im Jahr 2000 war Spiethoff Vorsitzender des Fördervereins der Münchner Hochschule für Politik. Begraben ist er in Haar b. München.

## Werk
Als Volkswirtschaftler gehörte Spiethoff der von Adolf Weber und den Begründern der Sozialen Marktwirtschaft in der Bundesrepublik Deutschland repräsentierten neoklassischen Schule an. Sein Interesse auf diesem Forschungsfeld galt vor allem der politischen Ökonomie. Dabei befasste er sich – abgesehen von diversen Beiträgen zur Debatte um die Rolle des Staates im Wirtschaftsleben – in erster Linie mit Fragen der Lohn- und Preispolitik, sowie der Rüstungsfinanzierung. Eine international rezipierte Studie im Auftrag des Vereins für Sozialpolitik untersuchte den Prozess der Eingliederung der Sudetendeutschen in das bayerische Wirtschaftssystem. Hinzu kamen Arbeiten über verschiedene Themen aus dem Sparkassenwesen; etwa die Spareinlage oder den Sparkassenkredit. Im Rahmen seiner Verbandstätigkeit publizierte Spiethoff auch eine Reihe von Schriften zur praktischen Wirtschaftserziehung und -lehre im Deutschen Sparkassenverlag. Zahlreiche Neuauflagen erlebten insbesondere die beiden bis 1990 wiederholt ausgebauten und erweiterten Spätwerke „Kleine Wirtschaftslehre“ und „Geld – Kredit – Währung“.
Bleibende Verdienste hat sich Spiethoff mit seinen wirtschaftshistorischen Forschungen erworben. Einen allgemeinen Grundriss zur Geschichte der Wirtschaft und der Wirtschaftswissenschaft veröffentlichte er 1952 im „Handbuch für Sozialkunde“. Sechs Jahre später legte er mit „Ungewollt zur Größe“ die erste grundlegende Überblicksdarstellung zur Geschichte der bayerischen Sparkassen vor, der viele weitere Publikationen und Vorträge zum Thema folgten. Methodisch engagierte sich Spiethoff für die Etablierung der Oral History innerhalb seines Fachgebiets.

## Schriften (Auswahl)
- Der garantierte Jahreslohn. Analyse eines amerikanischen Versuchs zur Sicherung der Lohneinkommen. Diss. München 1949.
- Gesicherte Löhne – freie Preise. Vorhaben und Problematik des garantierten Jahreslohnes. Verlag Duncker & Humblot, Berlin-West 1950, ISBN 978-3-428-01440-8
- Der Sparkassenkredit heute. Richard Pflaum Verlag, München 1951 (= Volkswirtschaftliche Zeitfragen, hg. von Adolf Weber. Heft 11)
- Zur Geschichte der Wirtschaft und der Wirtschaftswissenschaft. In: Anton Wittmann (Hg.): Handbuch für Sozialkunde. Verlag Duncker & Humblot, Berlin-West 1952, S. 1–90.
- Untersuchungen zum bayerischen Flüchtlingsproblem. Verlag Duncker & Humblot, Berlin-West 1955, ISBN 978-3-428-01441-5 (= Schriftenreihe des Vereins für Sozialpolitik. NF, Band 7/VI).
- Ungewollt zur Größe. Die Geschichte der bayerischen Sparkassen. Verlag Max Schmidt & Söhne, München 1958, 2. Auflage 1958.
- Vom Feudalbesitz zum Sparguthaben. Ein Beitrag zur Geschichte der Vermögensbildung. Dt. Sparkassenverlag, Stuttgart 1961.
- Die Europäische Wirtschaftsgemeinschaft, Wegbereiter der europäischen Einheit. Eine Unterrichtshilfe der Sparkassen. Dt. Sparkassenverlag, Stuttgart 1963.
- Kleine Wirtschaftslehre. Eine Unterrichtshilfe der bayerischen Sparkassen. Dt. Sparkassenverlag, Stuttgart 1964, 13. Auflage 1990, ISBN 978-3-09-310113-7
- Geld – Kredit – Währung. Ein Beitrag zur politischen Ökonomie. Dt. Sparkassenverlag, Stuttgart 1973, 7. Auflage 1990.